# Bernard Chiarelli
Bernard Chiarelli (Valenciennes, 1934. február 24. – 2024. november 17.) világbajnoki bronzérmes francia labdarúgó, fedezet, edző.

## Pályafutása

### Klubcsapatban
1952 és 1958 között a Valenciennes, 1958–59-ben a Lens, 1959 és 1962 között a Lille, 1962–63-ban a Sedan, 1963–64-ben a Le Havre labdarúgója volt. 1964 és 1966 között a Bergerac csapatában fejezte be az aktív játékot.

### A válogatottban
1958-ban egy alkalommal szerepelt a francia válogatottban. Tagja volt az 1958-as svédországi világbajnokságon bronzérmet szerző csapatnak.

### Edzőként
1965 és 1967 között az AS Nontronnaise, 1968 és 1977 között az Amicale de Lucé, 1977 és 1981 között a Stade Raismois vezetőedzőjeként tevékenykedett.

## Sikerei, díjai
Franciaország
- Világbajnokság
  - bronzérmes: 1958, Svédország

## Statisztika

### Mérkőzése a francia válogatottban
| Franciaország | Franciaország     | Franciaország            | Franciaország | Franciaország | Franciaország | Franciaország | Franciaország | Franciaország |
| #             | Dátum             | Helyszín                 | Hazai         | Eredmény      | Vendég        | Kiírás        | Gólok         | Esemény       |
| ------------- | ----------------- | ------------------------ | ------------- | ------------- | ------------- | ------------- | ------------- | ------------- |
| 1.            | 1958. április 16. | Párizs, Parc des Princes | Franciaország | 0 – 0         | Svájc         | barátságos    | -             |               |
|               | Összesen          |                          |               | 1             | mérkőzés      |               | 0             | gól           |